# Биочић
Биочић је насељено мјесто у саставу града Дрниша, у сјеверној Далмацији. Налази се у Шибенско-книнској жупанији, Република Хрватска.

## Географија
Налази се на сјевероисточном ободу Петровог поља, у подножју планине Свилаје. Насеље је удаљено око 8 км сјевероисточно од Дрниша.

## Историја
Биочић се од распада Југославије до августа 1995. године налазио у Републици Српској Крајини.

## Култура
Између Биочића и Тепљуха се налази храм Српске православне цркве Св. Петра и Павла из 1780. године, која је заједничка за ова два села.

## Становништво
Према попису становништва из 2001. године, Биочић је имао 145 становника. Насеље је према попису становништва из 2011. године имало 129 становника.
| Националност       | 2001. | 1991. | 1981. | 1971. | 1961. |
| Срби               | 143   | 378   | 416   | 588   | 754   |
| Југословени        | —     | 11    | 36    | 1     |       |
| Хрвати             | 0     | 2     | 5     | 4     | 9     |
| остали и непознато | 2     | 10    | 4     | 6     | 2     |
| Укупно             | 145   | 401   | 461   | 599   | 765   |

| Демографија | Демографија | Демографија |
| Година      | Становника  | Становника  |
| ----------- | ----------- | ----------- |
| 1857.       | 755         |             |
| 1869.       | 667         |             |
| 1880.       | 581         |             |
| 1890.       | 698         |             |
| 1900.       | 791         |             |
| 1910.       | 883         |             |
| 1921.       | 760         |             |
| 1931.       | 839         |             |
| 1948.       | 863         |             |
| 1953.       | 819         |             |
| 1961.       | 765         |             |
| 1971.       | 599         |             |
| 1981.       | 461         |             |
| 1991.       | 401         |             |
| 2001.       | 145         |             |
| 2011.       |             | 129         |

## Попис 1991.
На попису становништва 1991. године, насељено место Биочић је имало 401 становника, следећег националног састава:
| Попис 1991.‍ | Попис 1991.‍ | Попис 1991.‍ | Попис 1991.‍ | Попис 1991.‍ |
| ----------- | ----------- | ----------- | ----------- | ----------- |
|             |             |             |             |             |
| Срби        | Срби        |             | 378         | 94,26%      |
| Југословени | Југословени |             | 11          | 2,74%       |
| Хрвати      | Хрвати      |             | 2           | 0,49%       |
| Муслимани   | Муслимани   |             | 1           | 0,24%       |
| непознато   | непознато   |             | 9           | 2,24%       |
| укупно: 401 |             |             |             |             |

## Презимена
| - Бодрожић — Православци, славе Св. Стевана - Бура — Православци, славе Св. Луку - Водогаз — Православци, славе Св. Пантелејмона - Вугделија — Православци, славе Ђурђевдан - Вуцеља — Православци, славе Св. Николу - Грубач — Православци, славе Ђурђевдан - Гундељ — Православци, славе Св. Николу - Дерета — Православци, славе Св. Архангела Михајла - Девић — Православци, славе Св. Луку - Ђапић — Православци, славе Св. Николу - Ђорђевић — Православци, славе Ђурђевдан | - Јањић — Православци, славе Св. Кузмана и Дамјана (Враче) - Јелић — Православци, славе Часне Вериге - Клашнић — Православци, славе Св. Стефана - Лончар — Православци, славе Св. Јована - Његић — Православци, славе Ђурђевдан - Ожеговић — Православци, славе Св. Стефана - Паклар — Православци, славе Ђурђевдан - Стојић — Православци, славе Св. Јована - Татомир — Православци, славе Св. Јована - Трампа — Православци, славе Св. Јована - Црнчевић — Православци, славе Св. Јована - Шаин — Православци, славе Св. Николу |